# 秀丽马先蒿
秀丽马先蒿（学名：Pedicularis venusta）为列当科马先蒿属的植物。分布于蒙古、俄罗斯以及中国大陆的黑龙江、新疆等地，生长于海拔650米的地区，多生在山坡禾草丛中，目前尚未由人工引种栽培。